# 眼斑裸胸鱔
眼斑裸胸鱔，又稱眼斑裸胸鯙、錢鰻、薯鰻、虎鰻，為輻鰭魚綱鰻鱺目鯙亞目鯙科的其中一種，分布於印度洋區的馬爾地夫及聖誕島，太平洋區，包括加羅林群島、馬里亞納群島、巴布亞紐幾內亞至馬克薩斯群島海域，棲息深度5-15公尺，體長可達44公分，為底棲性魚類，生活在陡峭的向海礁坡，屬肉食性，生活習性不明。

## 擴展閱讀
維基物種上的相關：眼斑裸胸鱔